# ブレス・オブ・フィールド
ブレス・オブ・フィールドは、JFN系列で放送されるラジオ番組。主にアウトドアの楽しみ方を紹介する。1999年10月放送開始。

## パーソナリティ

### 現在
- 棚橋麻衣（4代目パーソナリティ）

### 過去
- 胡桃沢ひろこ（初代パーソナリティ）
- 福田千穂（2代目パーソナリティ・現　福田直代）
- 江本理恵（3代目パーソナリティ）

## ネット局

### 現在
- エフエム青森、土曜11:00～11:30（特別番組が放送される場合あり）
- ふくしまFM　土曜12：30～12：55
- FM新潟　月曜11：30～11：55
- FM石川　日曜24：30～25：00
- FM福井　土曜11：30～11：55
- FM山口　土曜9：00～9：30
- FM徳島　土曜12：00～12：30
- FM香川　土曜11：00～11：30
- FM熊本　金曜11：30～12：55
- FM佐賀　日曜9：30～10：00
- FM FUKUOKA　日曜6：00～6：30
- FM AICHI　日曜7：30～7：55

### 過去
- FM秋田
- FM山形
- FM長野
- FMとやま
- FMぐんま
- FM沖縄
- FM鹿児島
- FM大分
- Date fm
- FM大阪